# Bolesław Szulia
Bolesław Szulia (1942) is een Poolse componist, muziekpedagoog, dirigent, arrangeur en fluitist.

## Levensloop
Bij Szulia werd men al op elfjarige leeftijd op zijn muzikaal talent attent. Hij studeerde dwarsfluit aan de Szkoła Muzyczna II st. im. Fryderyka Chopina (Hogere muziekschool "Frédéric Chopin") in Gdańsk-Wrzeszcz en behaalde in 1965 zijn diploma. Vervolgens studeerde hij aan de Frédéric Chopin Muziekacademie, (Pools: Akademia Muzyczna im. Fryderyka Chopina), nu: Fryderyk Chopin Universiteit voor Muziek, in Warschau bij onder anderen Władysław Kabalewski en behaalde zijn diploma's. Nadat hij afgestudeerd heeft aan de Frédéric Chopin Muziekacademie werd hij dirigent van het Orkiestry Koncertowej Wojska Polskiego im. Stanisława Moniuszki (Concertharmonieorkest van het Poolse leger "Stanisław Moniuszko") in Warschau; een functie, in die hij 25 jaar bezig was. Dit harmonieorkest verzorgd regelmatig de muzikale begeleiding tijdens ceremonieën en ontvangsten van buitenlandse gasten in Polen.
Verder studeerde hij nog aan de Szkoła Główna Handlowa w Warszawie (Warsaw School of Economics) (SGH) en behaalde zijn diploma als culturele manager.
Sinds 1980 was hij eveneens verantwoordelijke leider van het Reprezentacyjny Zespół Artystyczny Wojska Polskiego (Zentrale Artistieke orkest van het Poolse leger), de elitaire orkest van het leger dat ook met vocale solisten, een koor en dansers aangevuld is, in die de meest getalenteerde muzikanten en artiesten vanuit alle militaire eenheden worden verzameld.  Met het orkest was hij op concerttournee in de Volksrepubliek China, Canada, de Verenigde Staten en vele Europese landen. Verder verzorgde hij met dit orkest talrijke opnames en concerten voor en in de Poolse publieke omroep. Ook talrijke cd-opnames voor binnen- en buitenlandse plaatmaatschappijen werden verzorgd. 
Vanaf 1990 was hij docent voor instrumentatie aan de Frédéric Chopin Muziekacademie, nu: Fryderyk Chopin Universiteit voor Muziek, in Warschau. Verder was hij werkzaam in commissies van het Poolse publieke televisie. 
In april 2012 richtte hij het Kamerorkest van Targówek "Józef Elsner" op en is sindsdien ook hun dirigent.
Als componist schreef hij werken voor verschillende genres, maar vooral werken voor harmonieorkest. Hij ontving onder anderen de Prometheus, een Poolse kunstprijs van de Związku Autorów i Kompozytorów Rozrywkowych (Vereniging van auteurs, componisten en artiesten in het entertainment). 

## Composities (selectie)

### Werken voor harmonieorkest
- 1989 Dzień podchorążego (Cadet's Day March), mars[4]
- 2000 Ułański mazur
- 2001 Morska opowieść
- 2003 Łatwe tango
- Marsz, marsz Polonia[5]
- Marsz podchorążego
- Marsz polskiego kosmonauty (Mars van de Poolse kosmonaut)[6]
- Marsz Wojsk Lądowych (Mars van het leger), voor samenzang/mannenkoor en harmonieorkest - tekst: Zbigniew Kaszkur, Zbigniew Adriański
- W dzień podchorążego, mars
- Dwa miecze, een muzikale show voor een militair taptoe - tekst: Janusz Kępski

### Muziektheater
- 1988 Mowgli – syn dżungli (Mowgli - de zoon van de jungle), muzikaal sprookje - tekst: Rudyard Kipling

### Vocale muziek

#### Liederen
- 1987 A ja do ciebie (En ik aan U) - tekst: Mirosław Łebkowski, Stanisław Werner
- 2000 Żeglarska nuta - tekst: Mirosław Łebkowski, Stanisław Werner
- 2002 Rycerze Floriana[7] - tekst: Jerzy Skokowski
- 2003 Ile dróg trzeba przejść? - tekst: Zbigniew Kaszkur
- 2003 Zasypia czas - tekst: Leszek Grudzień
- 2004 Smuteczek, verzameling van liederen - tekst: Leszek Grudzień
- 2011 Posłuchajmy ciszy - tekst: Miłosz Kozłowski
- Ech, zwiadowcy (Oh, scouts) - tekst: Krystyna Pac-Gajewska
- Co ja z wami mam chłopaki (Wat ik heb met jullie) - tekst: Mirosław Łebkowski
- Dobrze, że jesteś Ojczyzno - tekst: Krzysztof Rozner
- I do koszar (En om de kazerne) - tekst: Mirosław Łebkowski, Stanisław Werner
- Pieśń Ikara (Lied van Icarus)
- Podaruj uśmiech - tekst: Ari Monos
- Unieśmy sztandar - tekst: Wojciech Kejne
- Zapamiętaj tamten wrzesień (Vergeet niet dat in september) - gecomponeerd ter gelegenheid van de herdenking van 70 jaar sinds het begin van de Tweede Wereldoorlog - tekst: Wojciech Kejne
- Zaproszenie na ucztę (De uitnodiging voor het banket) - tekst: Marek Skwarnicki
- Żołnierska wiktoria (Victoriaanse soldaat) - tekst: Janusz Szczepkowski

## Publicaties
- samen met Adam Buszko: Pieśń ojczysta – zbiór najpiękniejszych śpiewów patriotycznych (Pools liederenboek - Een collectie van patriottische liederen),[8] Warszawa: Caritas Ordynariatu Polowego Wojska Polskiego, 2008. 210 p., ISBN 978-8-391-39107-5
- Marsylianka Wielkopolska. Powstanie Wielkopolskie w pieśni i w piosence